# (8875) Fernie
Pour les articles homonymes, voir Fernie.
(8875) Fernie est un astéroïde de la ceinture principale.

## Description
(8875) Fernie est un astéroïde de la ceinture principale. Il fut découvert le 22 octobre 1992 à l'observatoire Palomar par Edward L. G. Bowell. Il présente une orbite caractérisée par un demi-grand axe de 2,30 UA, une excentricité de 0,25 et une inclinaison de 4,0° par rapport à l'écliptique.

## Compléments